# Пневмокаток

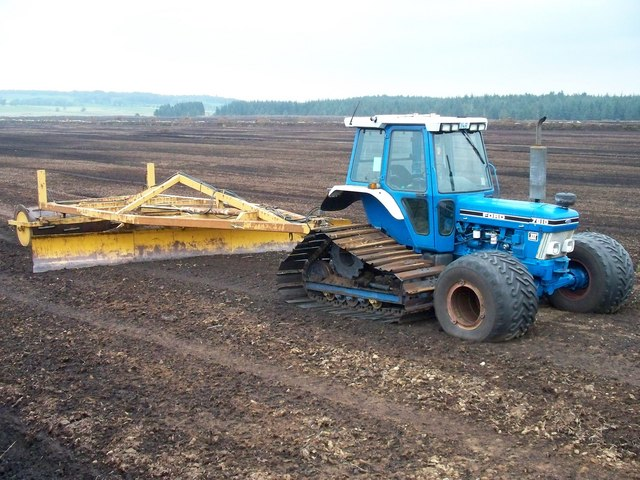
Колёсный трактор Ford 7810 на полугусеничном ходу и пневмокатках

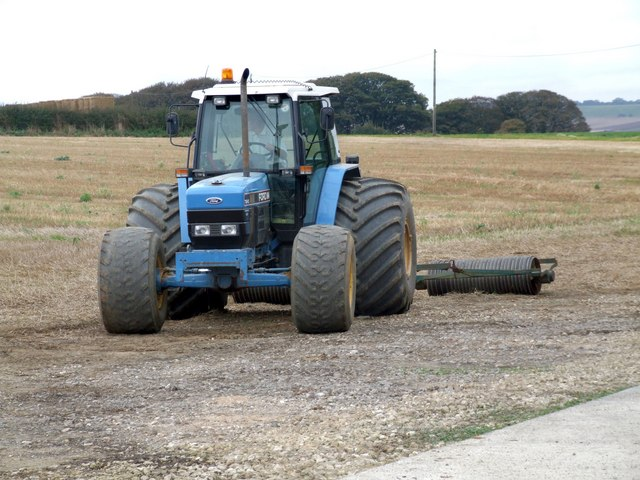
Колёсный трактор Ford на пневмокатках

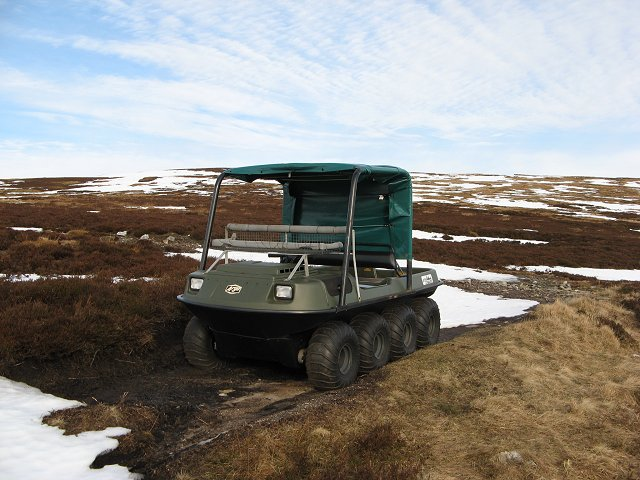
Вездеход Argo Avenger на пневмокатках

Пневмокато́к — высокоэластичная резиновая шина особой конструкции, которая предназначается для повышения проходимости самоходных машин при движении на грунтах с низкой несущей способностью либо на сильно пересечённой местности. 
Из-за низкой грузоподъёмности и быстрого износа на дорогах с твёрдым покрытием широкого распространения пневмокатки не имеют. Колёсный движитель, в котором применяются пневмокатки, называется пневмокатковым.

## Описание конструкции
Пневмокаток представляет собой бочкообразную резиновую бескамерную оболочку П-образного профиля, ширина которой составляет 1,0—2,0 от собственного внешнего диаметра, а внутренний диаметр — 0,25—0,4 от внешнего. 
Пневмокатки имеют высокую эластичность (превосходя по эластичности обычные шины в 3—4 раз, и арочные — в 1,5—2 раза), что обусловлено прежде всего низким внутренним избыточным давлением воздуха, составляющим 20—50 кПа. 
Протектор либо отсутствует, либо имеет редко расположенные, имеющие небольшую высоту грунтозацепы, помимо выполнения своей основной функции также увеличивающие прочность катка и устойчивость его формы.
Для монтажа пневмокатков на самоходную машину необходимы ободья специальной конструкции.

### Достоинства и недостатки
Подобные шины создают большое «пятно контакта» и тем обеспечивают крайне низкое удельное давление на грунт и позволяет работать с большими деформациями, хорошо приспосабливаясь к сложным дорожным условиям и эффективно сопротивляясь проколам и повреждениям; также благодаря низкому внутреннему давлению в случае произошедшего прокола воздух покидает пневмокаток очень медленно.
С другой стороны, низкое внутреннее давление воздуха в пневмокатках обуславливает их сравнительно низкую грузоподъёмность при больших размерах, что, в сочетании с большой шириной, существенно ограничивает их применение на автомобилях. Помимо этого, пневмокатки при движении на дорогах с твёрдым покрытием имеют очень небольшой ресурс, изнашиваясь значительно быстрее, чем обычные шины, что еще больше сужает область их применения.

## Применение
Пневмокатки применяются на колёсных болотоходах, предназначенных для особо тяжёлых условий; их конструкция позволяет эффективно передвигаться на снежной целине, по заболоченному или каменистому грунту, сыпучему песку и т. п.
Кроме того, они нашли некоторое применение в сельскохозяйственной технике (в частности, на тракторах), поскольку благодаря низкому удельному давлению на грунт и высокой эластичности практически не повреждают почву.